# Angleterre-Japon en rugby à XV
Cet article retrace les confrontations entre l'équipe d'Angleterre de rugby à XV et l'équipe du Japon de rugby à XV.
Les deux équipes se sont affrontées quatre fois[réf. nécessaire], dont deux fois dans le cadre de la Coupe du monde.

## Les confrontations
| No | Date              | Lieu                                      | Match              | Score   | Compétition              |
| -- | ----------------- | ----------------------------------------- | ------------------ | ------- | ------------------------ |
| 1  | 30 mai 1987       | Concord Oval, Sydney — Australie          | Angleterre – Japon | 60 – 7  | Coupe du monde (poule A) |
| 2  | 17 novembre 2018  | Stade de Twickenham, Londres — Angleterre | Angleterre – Japon | 35 – 15 | Test match               |
| 3  | 12 novembre 2022  | Stade de Twickenham, Londres — Angleterre | Angleterre – Japon | 52 – 13 | Test match               |
| 4  | 17 septembre 2023 | Allianz Riviera, Nice — France            | Angleterre – Japon | 34 – 12 | Coupe du monde (poule D) |